# Курц, Томас
Томас Курц (англ. Thomas Eugene Kurtz; 22 февраля 1928, Ок-Парк — 12 ноября 2024, Лебанон) — американский учёный в области информатики, один из разработчиков языка программирования Бейсик.
Степень доктора философии получил в 1956 году в Принстонском университете под руководством Джона Тьюки, в этом же году перешёл на работу на математический факультет Дартмутского колледжа. В начале — середине 1960-х годов совместно с Джоном Кемени разработал Бейсик и DTTS (англ. Dartmouth Time Sharing System) — операционную систему для PDP-1, отмечаемую как первую успешную крупномасштабную реализацию концепции разделения времени.
В 1991 году награждён медалью «Пионер компьютерной техники», с 1994 года — действительный член Ассоциации вычислительной техники.
Умер в Лебаноне, штат Нью-Гэмпшир, 12 ноября 2024 года в возрасте 96 лет.